# Bouchamps-lès-Craon

Bouchamps-lès-Craon este o comună în departamentul Mayenne, Franța. În 2009 avea o populație de 566 de locuitori.